# 金伯恩沙嘴
金伯恩沙嘴（羅馬化：Kinburnska kosa），又譯金本沙嘴，是位於乌克兰尼古拉耶夫州尼古拉耶夫區奧恰基夫市鎮金伯恩半島西邊的一個沙咀。它的长度约为40公里，宽度為8至10公里。2022年俄羅斯入侵烏克蘭後，金本沙嘴被俄羅斯控制，當地屬於俄佔尼古拉耶夫的一部分。俄羅斯方面指控戰爭開始以來，金本沙嘴的数千公顷森林被焚毀，烏克蘭的炮擊造成至少四名平民死亡。

## 歷史

### 早期
在1787年10月第七次俄土戰爭期間，該地爆發金伯恩之戰，由俄方勝出。其後在1855年的克里米亞戰爭期間，該地爆發金伯恩半島戰役，由英法聯軍勝出。

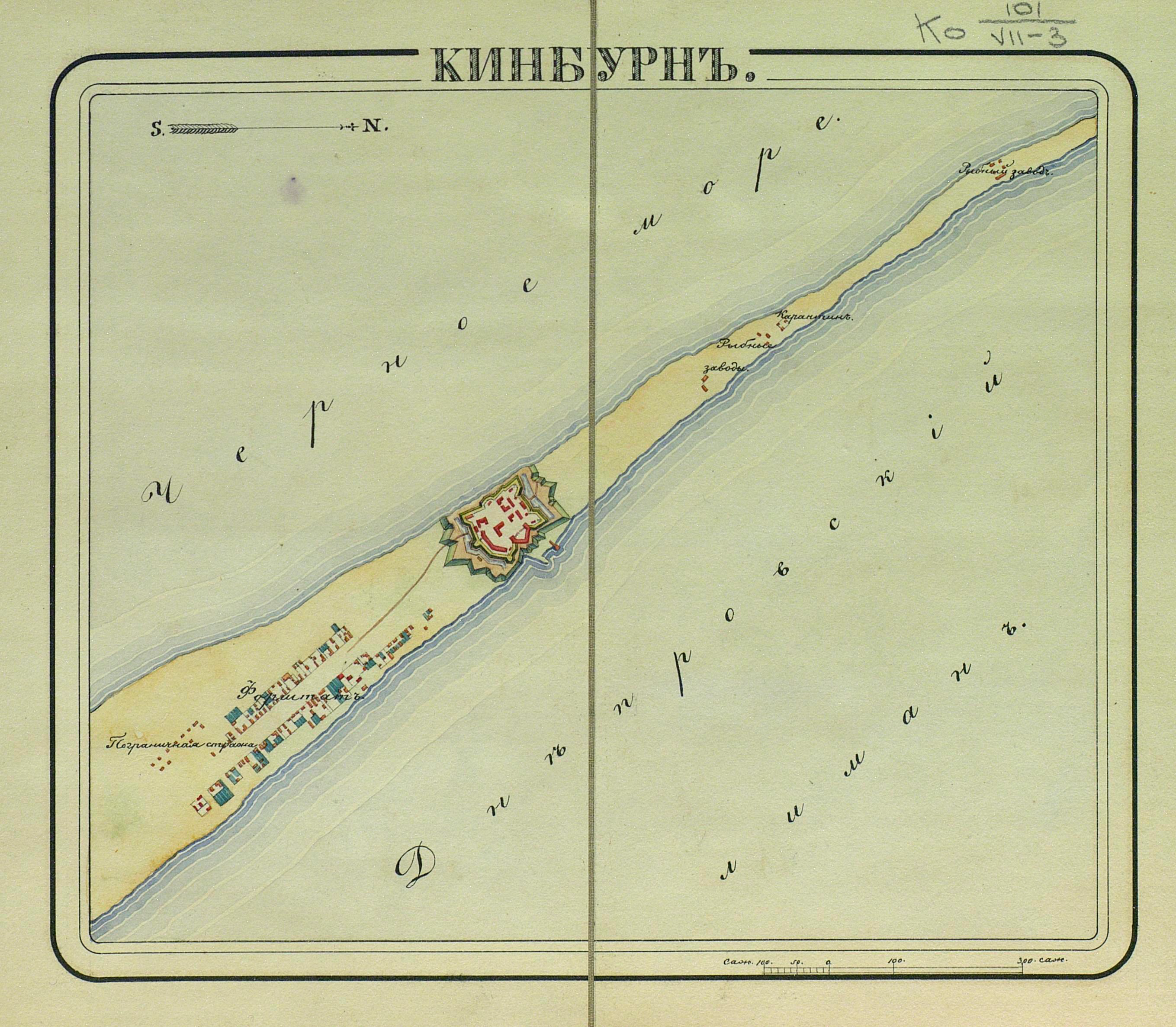
一張1830年代的地圖，標記著該沙嘴一座鄂圖曼帝國時期的堡壘

直至19世紀中葉，金伯恩沙嘴有一座由鄂圖曼帝國興建的堡壘，並其後被俄國控制。該設施於克里米亞戰爭過後，因作為巴黎條約的條款之一而被拆除。
在蘇聯時期，該沙嘴人口有大概一千人，經濟主要以種植草莓為主，之後經常運往敖德薩的菜市場。

### 俄羅斯入侵烏克蘭
在2022年俄羅斯入侵烏克蘭期間，俄軍本沒有佔領金伯恩沙嘴，到6月中才在該地駐軍。該沙嘴成為了俄軍在2022年期間的烏克蘭南部攻勢之中，最後主要的軍事勝利之一。
在佔領期間，俄軍在金伯恩沙嘴使用電子作戰和炮彈，來打擾在第聶伯河對岸的烏克蘭軍隊。俄軍也經常在該沙嘴發放導彈和大炮，來攻打對岸由烏方控制的範圍，包括奧恰基夫城 和黑海的北岸。研究相信俄軍在該沙嘴的防禦甚強，包括彈藥庫、無人機控制和訓練中心 、和地堡。
自從2022年9月開始，烏克蘭軍隊在英國的建議下，不時會在金伯恩沙嘴的地區進行偵察行動。烏軍的行動持續到10月。
在11月赫爾松解放之後，俄佔尼古拉耶夫州就只剩下金伯恩沙嘴，烏克蘭重奪第聶伯河河口的使用權，不過通往黑海的航道就仍然被俄方封鎖。對岸的奧恰基夫城離該沙嘴只有4（2.5英里），是最近的主要聚居點。該城因俄軍敗退而減少了受襲擊的危險，同時也容許烏方從該城來發動襲擊，因為該沙嘴現在“完全在[烏方的]大炮範圍之中”。在11月12日，烏軍的南方作戰指揮部宣佈意圖重奪該沙嘴。
在11月13日當地晚上，烏軍嘗試在波克羅夫斯凱登陸，以配合前幾天在附近地區進行的襲擊和小型登陸。有報道聲稱該行動已成功，其後才由烏克蘭軍隊在社交媒體拒絕這個結論。在14日，俄軍向奧恰基夫發動導彈襲擊，聲稱來打擾烏軍的軍火，避免他們成功登陸。在16日，烏克蘭的南方作戰指揮部報告他們發動了至少50枚炮彈來打擾俄軍的行動。這些襲擊聲稱殺了17名俄軍士兵和毀壞了18件軍事設備。在11月18和19日，烏軍繼續了他們的攻擊，成功擊中俄軍的士兵和設備。在21日，烏克蘭軍隊公開肯定了他們正在沙嘴的範圍進行軍事行動，但要求大眾維持軍事行動保密。
根據戰爭研究所在11月27日的報道，該區的衛星雲圖顯示俄軍的防禦工事有大概3（1.9英里）長，把該沙嘴與赫爾松州的大陸分隔。該研究所對此資訊的評論如下：
俄軍在金伯恩沙嘴周圍的防禦，表示他們並不預計會繼續控制該沙嘴；反而，他們預計隨著烏軍在沙嘴登陸，俄軍使用它們的防禦，來阻擋烏軍繼續前進往赫爾松州，同時防禦烏軍在沙嘴周邊的範圍發動的兩棲攻擊。

The array of Russian fortifications on and around the Kinburn Spit (as shown in the map) suggests that Russian forces do not expect to maintain positions on the spit itself if Ukrainian forces launch a counterattack against the spit; rather, Russian forces very likely expect Ukrainian forces to take the Kinburn Spit but intend to prevent them from advancing to mainland Kherson Oblast and to defend against an amphibious attack on the land immediately surrounding the spit's connection to mainland Kherson Oblast.——俄羅斯攻勢評估，11月27日（Russian Offensive Campaign Assessment, November 27），戰爭研究所（Institute for the Study of War）
雖然有防禦的優勢，但烏方在一次電視馬拉松裏表示，天氣造成的問題令軍事行動複雜化。同日，俄軍驅逐了該沙嘴剩下的37名居民，讓俄方的軍事行動可以繼續。弗拉基米爾·薩爾多在22日聲稱烏方的大炮擊中了港口建築，但其他的攻擊都成功被抵制。
在2024年8月9日，烏克蘭軍隊再次在金伯恩沙嘴進行了襲擊。烏克蘭國防部情報總局聲稱該襲擊殺了大約30名俄軍士兵和毀壞了6件設備，但俄羅斯國防部就聲稱該襲擊以失敗告終。

## 自然環境

### 地區公園

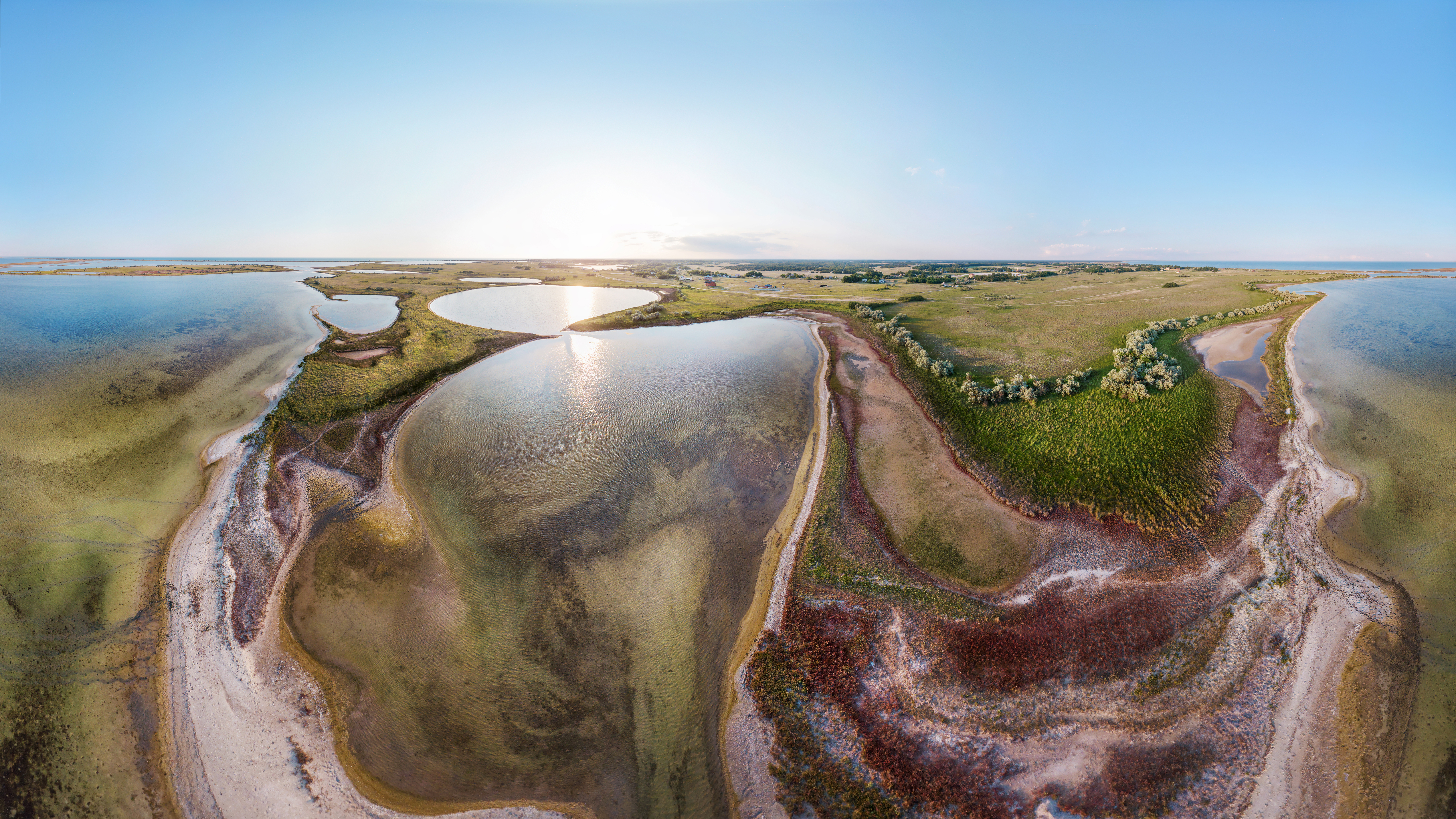
金伯恩沙嘴

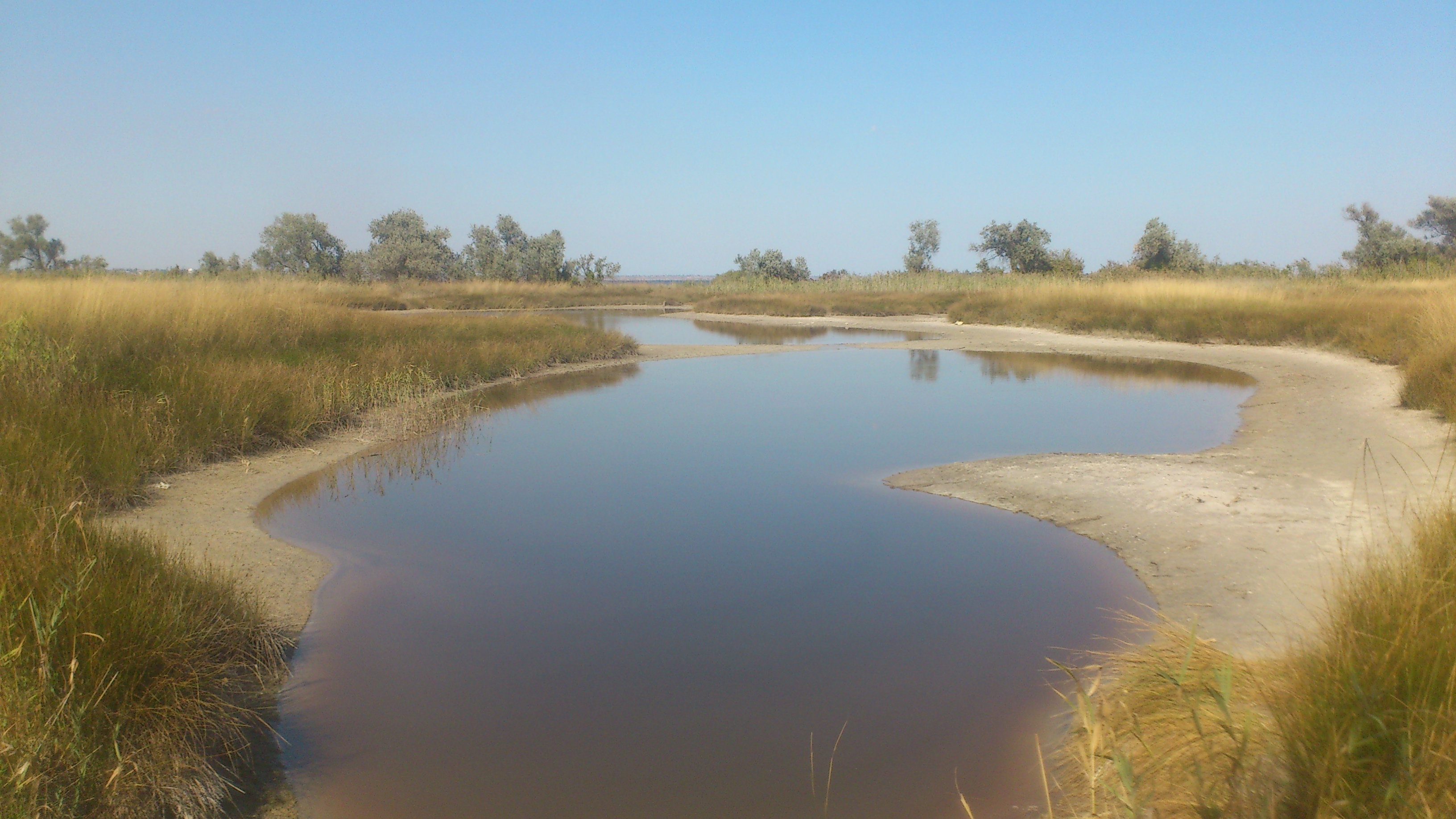
金伯恩沙嘴

金伯恩沙嘴有一部分是屬於該地區的景觀公園，佔地約17,890公頃（44,200英畝），其中有5,631公頃（13,910英畝）的面積是水。
公園的目的：
- 保護當地的生物多樣性
- 組織市民的活動
- 文化與教育活動
- 地區需要

該公園的管理部門位於奧恰基夫。

### 動植物
金伯恩沙嘴有數種動植物特有種。其中，當地估計共有600種維管束植物，也在平均每平方米有30-100朵蘭花。沙嘴裏有大約60種在IUCN紅色名錄出現的植物品種。
沙嘴的動物品種也不少，有大概5千多，包括 sandy mole rat、blotched snake與草原蝰。在鼠類意外，當地也有數種海豚、鴨、蒼鷺、鵜鶘和老鷹。沙嘴也座落在數種鳥的遷徙路綫之中，估計每年有大概700萬 。

### 戰爭影響
俄烏戰爭不單為居民帶來影響，也對自然生態造成破壞，例如Centaurea breviceps 跟 Centaurea Paczoskii 這兩種矢車菊。雙方的彈藥殺死了臨近不少的海豚，也為當地的泥土造成土地污染。在2022年5月，戰爭造成一個4,000公頃（9,900英畝）大的火災，對當地的多年生植物和鹽鹼灘造成生態環境的破壞。

## 外部鏈接
- 金伯恩沙嘴（烏克蘭百科全書）
- 烏語描述
- 地區公園的成立
- 金伯恩公園官方網站
- 金伯恩公園近期的出版

## 註腳
1. ↑  新曆為10月12日；儒略曆為10月1日